# 布雷特 (德龙省)
布雷特（法語：Brette，法語發音：[bʁɛt]）是法国德龙省的一个市镇，属于迪镇区。

## 地理
布雷特（44°35'16"N, 5°18'39"E）面积15.5 平方千米，位于法国奥弗涅-罗讷-阿尔卑斯大区德龙省，该省份为法国东南部内陆省份，北起顺时针与伊泽尔省、上阿尔卑斯省、上普罗旺斯阿尔卑斯省、沃克吕兹省和阿尔代什省接壤。
与布雷特接壤的市镇（或旧市镇、城区）包括：欧斯隆、普拉代勒、圣纳泽尔勒代塞尔、沃尔旺。

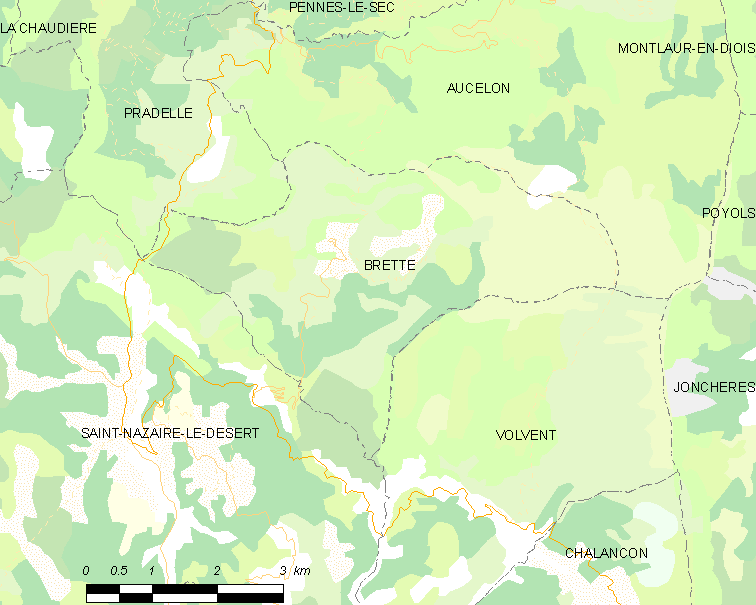
的OSM定位图

布雷特的时区为UTC+01:00、UTC+02:00（夏令时）。

## 行政
布雷特的邮政编码为26340，INSEE市镇编码为26062。

## 政治
布雷特所属的省级选区为迪瓦县。

## 人口

1962-2008年间人口变化图示

布雷特于2022年1月1日时的人口数量为31人。